# Боршод
Боршод (венг. Borsod) — исторический комитат в центре Венгерского королевства. В настоящее время эта территория входит в состав медье Боршод-Абауй-Земплен Венгерской республики. Административным центром комитата Ваш был город Мишкольц.

## География
Боршод граничил со следующими комитатами Венгрии: Гёмёр-Кишхонт, Абауй-Торна, Земплен, Сабольч, Хайду и Хевеш.
Основой экономики комитата являлось зерновое сельское хозяйство, а также возделывание технических и кормовых культур (сахарная свёкла, лён). Большое значение также имело скотоводство, прежде всего выращивание крупного рогатого скота. В городах существовали предприятия текстильной и пищевой промышленности.

## История

Герб комитата Боршод

Боршод является одним из старейших комитатов Венгерского королевства. В давнюю историю Венгрии каждый комитат формировался вокруг замка. Замок (который находился около современного города Эделень) носил имя своего основателя Борш. В переводе со старовенгерского Боршод значит «(место) принадлежащее Боршу». Слово Борш скорее всего тюркского происхождения, и значит «перец».